# Freilla humeralis
Freilla humeralis là một loài bướm đêm trong họ Noctuidae.